# Cephalobyrrhus subelongatus
Cephalobyrrhus subelongatus är en skalbaggsart som beskrevs av Maurice Pic 1923. Cephalobyrrhus subelongatus ingår i släktet Cephalobyrrhus och familjen lerstrandbaggar. Inga underarter finns listade i Catalogue of Life.